# Zosteraceae
Las zosteráceas (nombre científico Zosteraceae) son una familia de plantas monocotiledóneas marinas sumergidas, con aspecto de hierbas, perennes, rizomatosas, monoicas, distribuidas en los mares templados a subtropicales de todo el mundo. La familia es reconocida por sistemas de clasificación modernos como el sistema de clasificación APG III (2009) y el APWeb (2001 en adelante). Es una de las familias a las que se llama de "pastos marinos", debido a su aspecto de pastos, sus espádices son aplanados, sus flores están en la superficie adaxial, las inflorescencias están encerradas por una espata. La mayoría de los taxones posee unas estructuras opuestas a los estambres a las que se llamó "retináculos", que quizás sean tépalos o brácteas.

## Descripción
Son hierbas perennes, acuáticas, sumergidas, marinas, glabras, con hojas dispuestas en braquiblastos y macroblastos, con polinización en el interior del agua –hipohidrofilia. Hojas alternas, diferenciadas en vaina y limbo, liguladas, lineares, obtusas, paralelinervias. Inflorescencias en espádice. Flores hermafroditas o unisexuales –en especies extrapeninsulares–, monómeras, sésiles, sin perianto, o con perianto muy reducido (retináculo) situado junto a una de las tecas. Androceo con 1 estambre, con el conectivo poco desarrollado entre las dos tecas. Gineceo súpero, con 1 carpelo; carpelos con un rudimento seminal, péndulo, de placentación apical. Fruto aqueniforme, con pico diferenciado, sésil, dehiscente por rotura del pericarpo membranáceo. Semillas ± estriadas, con el embrión curvado, sin endosperma.

## Taxonomía
Introducción teórica en Taxonomía
Véase también Filogenia
La familia fue reconocida por el APG III (2009), el Linear APG III (2009) le asignó el número de familia 38. La familia ya había sido reconocida por el APG II (2003).
Hay dos géneros:
- Phyllospadix
- Zostera